# Kumla landskommun, Närke
Kumla landskommun var en tidigare kommun i Örebro län. 

## Administrativ historik
Kommunen inrättades i Kumla socken i Kumla härad när 1862 års kommunalförordningar trädde i kraft den 1 januari 1863. 
23 maj 1884 inrättades här Kumla municipalsamhälle.
1908 bröts en del av Hallsbergs köping ut ur denna landskommun och 1942 bröts municipalsamhället med kringområde ut och bildade Kumla stad.
20 oktober 1944 inrättades i kommunen Hällabrottets municipalsamhälle som upplöstes 31 december 1952.
Vid kommunreformen 1952 bildade den storkommun, då Hardemo landskommun gick upp i Kumla. 
1967 uppgick denna landskommun i Kumla stad. Området tillhör sedan 1971 Kumla kommun.
Kommunkoden 1952-1966 var 1813.

### Kyrklig tillhörighet
I kyrkligt hänseende tillhörde kommunen Kumla församling, som var delad med staden och landskommunen. Den 1 januari 1952 tillkom Hardemo församling.

## Geografi
Kumla landskommun omfattade den 1 januari 1952 en areal av 160,75 km², varav 159,24 km² land. Efter nymätningar och arealberäkningar färdiga den 1 januari 1960 omfattade landskommunen den 1 november 1960 en areal av 160,08 km², varav 159,99 km² land.

### Tätorter i kommunen 1960
| Tätort             | Folkmängd |
| ------------------ | --------- |
| Hällabrottet       | 1 033     |
| Åbytorp            | 545       |
| Sannahed           | 248       |
| Hallsberg, del ava | 138       |
| Kumla, del avb     | 105       |

Tätortsgraden i kommunen var den 1 november 1960 42,6 procent.

## Politik

### Mandatfördelning i valen 1938-1962
| 2 | 17 | 3 | 5 | 3 |

| 27 |

| 12 | 5 | 5 | 3 |

| 23 |

|  | 12 | 5 | 5 | 2 |

| 21 | 4 |

|  | 14 | 7 | 6 | 2 |

| 28 |

|  | 15 | 6 | 5 | 3 |

| 28 |

|  | 14 | 7 | 4 | 4 |

| 27 |

|  | 15 | 8 | 4 | 2 |

| 28 |